# Acherontia atropos
La sfinge testa di morto o atropo (Acherontia atropos Linnaeus, 1758) è un lepidottero appartenente alla famiglia Sphingidae, diffuso in Eurasia e Africa.

## Etimologia
L'espressione "testa di morto" è dovuta a un tratto molto caratteristico di questa falena, che la distingue da tutte quelle con cui condivide l'areale: sul lato dorsale del torace spicca una macchia biancastra, con due puntini neri, che ricorda la forma di un teschio. Per quanto riguarda la nomenclatura scientifica, il termine "Acherontia" si riferisce all'Acheronte (in greco Ἂχέρων), uno dei fiumi infernali che secondo la mitologia greca occorre attraversare per accedere al regno dei morti. L'epiteto specifico "atropos" invece deriva dal nome di una delle tre moire greche, Atropo (in greco Ἄτροπος), a cui era assegnato il compito di recidere il filo della vita.

## Descrizione

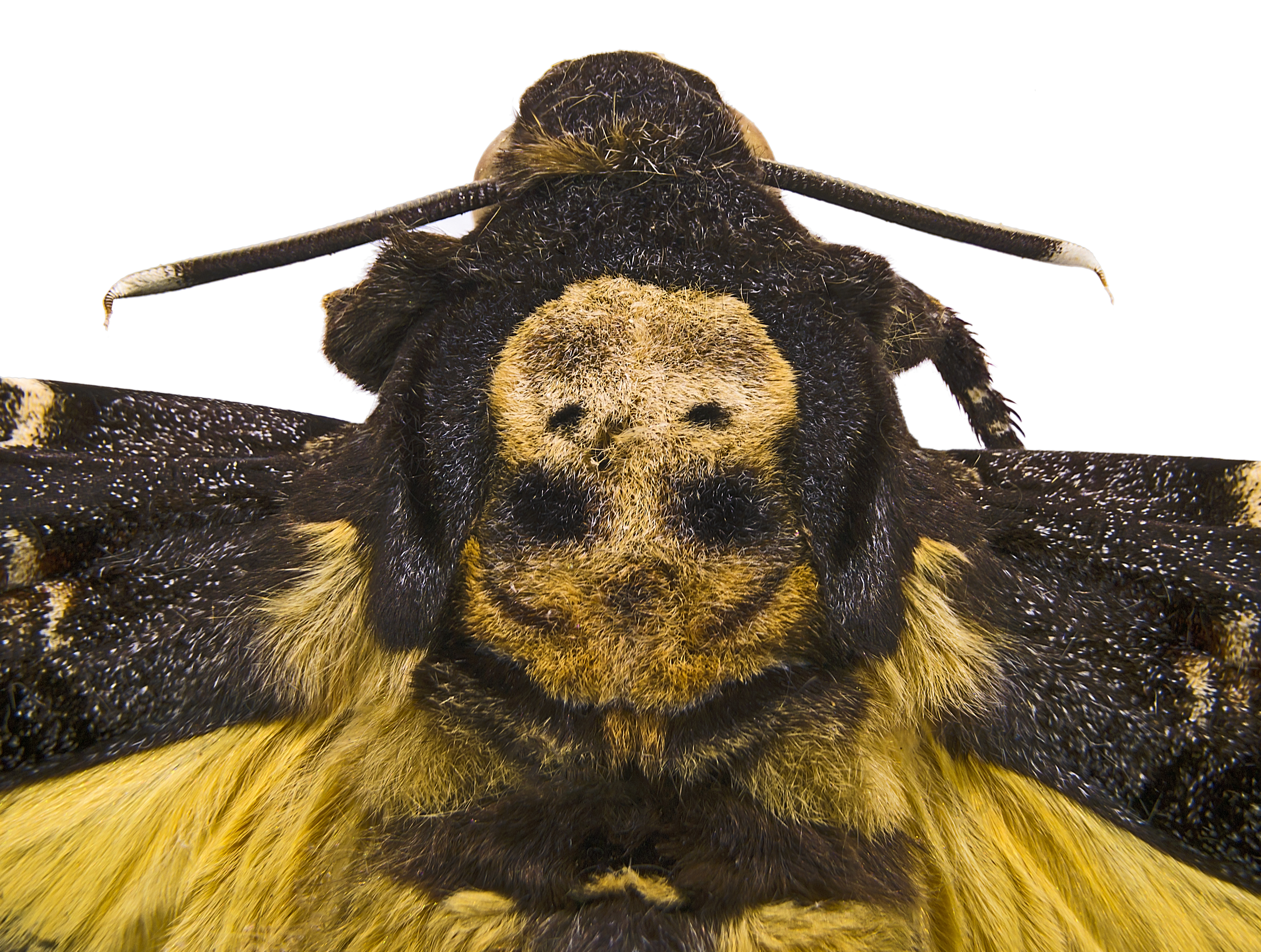
Acherontia atropos. La macchia a forma di teschio è visibile sulla superficie dorsale del torace

Come tutti gli sfingidi A. atropos ha un corpo massiccio fusiforme coperto da una folta peluria, delle antenne piumose e delle ali aerodinamiche disposte sull'addome come gli spioventi di un tetto. La falena ha delle notevoli dimensioni, con un peso di 1.5 g, un corpo lungo 6 cm e un'apertura alare di 90–130 mm; in molte parti del suo areale risulta la falena dalle dimensioni maggiori e in Europa è seconda solamente alla saturnia del pero. Le antenne sono robuste, di diametro costante e presentano degli uncini all'estremità. La pagina superiore delle ali anteriori è brunastra, marmorizzata di biancastro e nerastro, e con una cellula discale bianca. Quella delle ali posteriori invece è gialla con due ampie bande ondulate marrone scuro. L'addome è giallo con bande nerastre trasversali, simile a quello di un calabrone. La spiritromba è breve, più corta del torace, robusta, rigida e ricoperta di peluria. La colorazione può variare in intensità e i disegni sulle ali e sull'addome possono essere più o meno definiti. Anche la caratteristica macchia a forma di teschio sul lato dorsale del torace alle volte può essere assente.

## Distribuzione e habitat

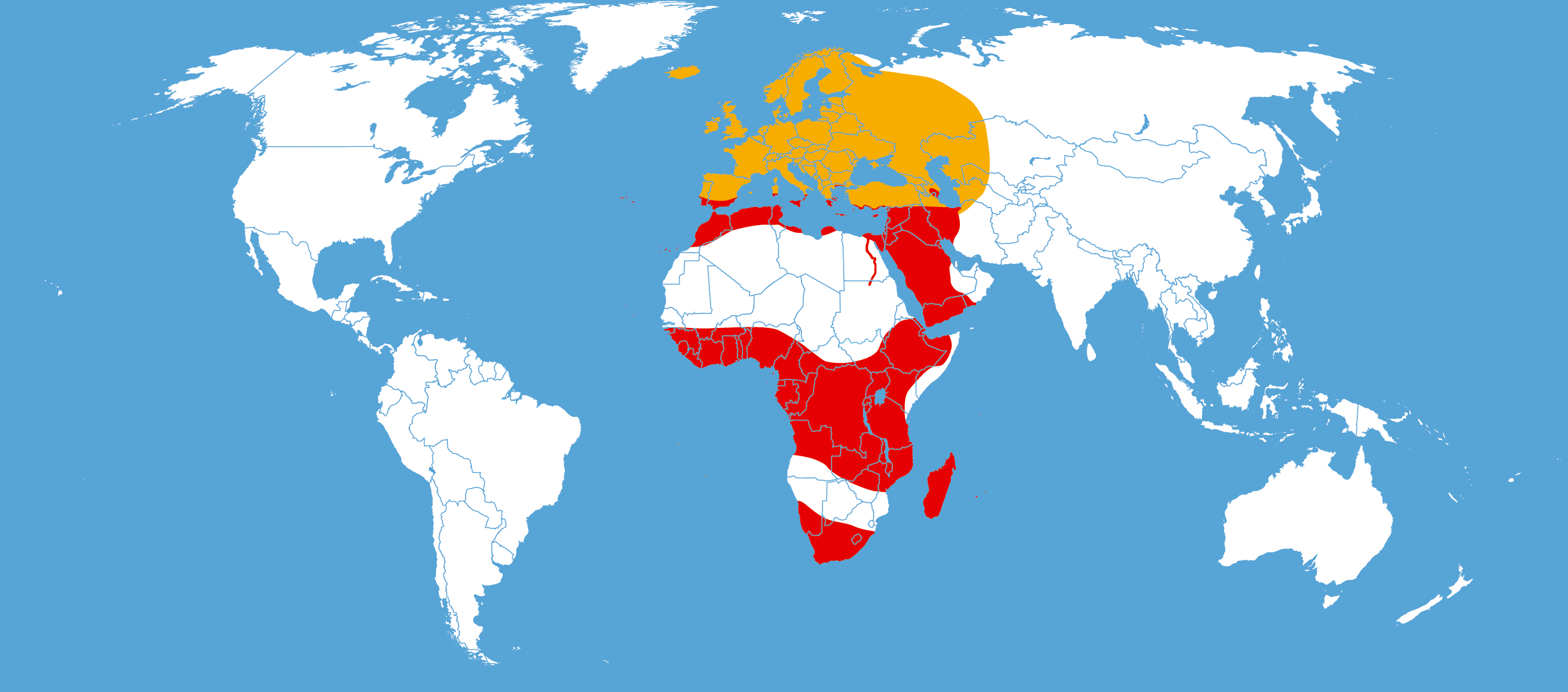
Areale (in rosso quello permanente; in arancione quello estivo)

La sfinge testa di morto è una specie paleotropicale, presente nelle regioni afrotropicale e mediterranea. Vive permanentemente e si riproduce in Africa e nella parte meridionale del bacino mediterraneo e in una parte dell'Asia occidentale. Il suo areale ha come confine orientale il Kuwait e l'Arabia saudita e si spinge a occidente fino alle isole Canarie e all'arcipelago delle Azzorre. Da maggio a settembre hanno luogo le migrazioni verso nord che portano gli animali in Europa, fino alla Scandinavia meridionale e all'Islanda. Il limite settentrionale dell'areale si è spostato verso nord negli ultimi anni grazie al carattere più mite degli inverni. È stata trovata frequentemente in paesi dell'Eurasia occidentale, ma soli pochi individui riescono a svernare con successo in queste zone.
A. atropos frequenta boscaglie aperte e predilige luoghi secchi e assolati in cui si trovino piante appartenenti tra le altre, alle Solanaceae (come la belladonna, il giusquiamo, il tabacco e specialmente la patata), alle Verbenaceae, alle Bignoniaceae e alle Oleaceae.

## Biologia
Il ciclo vitale di questa specie vede svilupparsi un numero variabile di generazioni (1-3) nel corso dell'anno. Si tratta quindi di una specie multivoltina. I cicli di covata si susseguono in continuo nelle popolazioni africane, mentre nelle regioni più settentrionali dell'areale la sfinge testa di morto sverna allo stadio pupale, come crisalide nel terreno. Le uova sono di colore verde o grigio-blu e vengono deposte singolarmente sulla pagina abassiale delle foglie delle piante ospiti. Al momento della schiusa, che può avvenire da luglio a ottobre, la larva o bruco ha una colorazione verde chiara, che tende a scurirsi mano a mano che l'animale si nutre, delle bande gialle diagonali sui lati e un cornetto nero sull'ottavo segmento addominale, all'estremità della coda. Al secondo stadio, sul dorso del bruco compaiono numerose piccole spine. Nel terzo stadio larvale le bande diagonali gialle sviluppano dei margini violacei o blu e il cornetto caudale da nero e liscio diventa giallo e granuloso, ricurvo verso il basso. Nello stadio finale le spine sul dorso scompaiono e la larva è lunga 13–15 cm, ha un aspetto robusto e può assumere tre diverse colorazioni: verde, marrone o gialla. Il bruco si muove poco, solo in cerca di foglie fresche di cui nutrirsi, e fa schioccare le mandibole o arriva addirittura a mordere se viene minacciato. Effettuando 4 ecdisi nel corso di circa 20 giorni, la larva cresce fino a una lunghezza di 120–130 mm e poi scava un buco nel terreno e si impupa in un bozzolo molto fragile, lungo 1,5–4,0  cm situato all'interno di una camera profonda. La crisalide o pupa è liscia, lucida e color mogano tendente al rossastro. La falena nella sua forma adulta o immagine emerge dal terreno dopo una metamorfosi completa che può durare da 20 a 60 giorni.
|  |  |  |

L'adulto, grazie alla colorazione screziata delle sue ali anteriori ripiegate a tenda sull'addome, che confonde il profilo del corpo con lo sfondo, nelle ore diurne riposa sui rami degli alberi, appoggiato sui muri o sul terreno, nella lettiera. Le attività della falena e il volo si svolgono durante la notte, dal tramonto a qualche tempo dopo la mezzanotte. In questo lasso di tempo si possono trovare degli adulti in accoppiamento, coda contro coda o fianco a fianco, i quali possono rimanere in quella posizione tutta la notte oppure separarsi dopo qualche ora. Sfruttando le ore notturne la sfinge testa di morto può compiere anche lunghe migrazioni. Mentre vola può venire attirata dalla luce e dai fiori. Il nemico naturale principale dell'A. atropos è il dittero tachinide Sturmia atropivora.
Le piante nutrici sono: Solanum tuberosum, Solanum dulcamara, Solanum melongena, Lycium europaeum, Lycium barbarum, Physalis angulata, Hyoscyamus, Atropa belladonna, Nicotiana tabacum, Datura stramonium, Ligustrum, Fraxinus, Euonymus, Buddleja davidii, Jasminum officinale, Olea, Nerium oleander e Stachytarpeta indica.

## Comportamento

### Alimentazione
La sfinge testa di morto di notte frequenta gli alveari, nei quali si nutre del miele prelevato perforando le cellette opercolate con la spirotromba corta e robusta. È talmente golosa di miele che capita che ne ingurgiti in quantità eccessive, tanto da non riuscire poi a lasciare l'alveare e da finire quindi soffocata da un gruppo compatto di api. In questo caso, queste ultime ricoprono la sua carcassa con della propoli per evitare che la decomposizione porti infezioni nell'alveare. I danni inflitti alle colonie di api sono molto ridotti in Europa, dal momento che questa falena è divenuta molto rara, vittima degli insetticidi e dell'inquinamento luminoso, che sembrano disturbare la sua riproduzione e interferire con le sue capacità di orientamento, per ragioni ancora non note, ma probabilmente legate all'impatto sul sistema ormonale.
Nel continente africano invece, dove questa specie è ancora molto diffusa, la predazione degli alveari rappresenta un problema reale per l'apicoltura. La falena viene attaccata dalle api di guardia all'entrata dell'alveare, ma la sua folta peluria, la cuticola spessa e la resistenza al veleno che ha sviluppato le consentono di accedere al favo facendosi largo con saltelli e con il movimento vibratorio delle sue ali. Una volta dentro si sposta indisturbata perché è in grado di diventare chimicamente invisibile alle api, cioè di produrre molecole chimiche che mimano gli acidi grassi cutanei emessi da questi Imenotteri, confondendosi quindi con essi. Diversamente dalle altre specie del genere Acherontia, A. atropos attacca esclusivamente le colonie di ape europea Apis mellifera. Oltre che depredando miele, la falena si nutre bottinando alcune specie floreali, come ad esempio il gelsomino, la patata, il tabacco, il garofano, e succhiando la linfa dagli alberi e il succo dei frutti in marcescenza.
I bruchi si sviluppano mangiando le foglie delle piante ospite scelte opportunamente dalla madre tra una cinquantina di specie, al momento della deposizione delle uova.

### Comunicazione
La sfinge testa di morto è l'unica farfalla al mondo capace di produrre un grido con la faringe. Infatti, sia il bruco che l'adulto, quando vengono disturbati o si sentono minacciati emettono un suono abbastanza forte, simile a un cigolio o allo stridio di un topo. Questo comportamento è facile da osservare in maschi che hanno appena raggiunto una fonte di luce e che sono ancora nello stato di eccitazione caratteristico di questi momenti. Il suono emesso è udibile fino a una quarantina di metri e viene prodotto espellendo violentemente dell'aria che mette in vibrazione una piccola lamina situata all'imboccatura della faringe. Questo comportamento, unito a quello di sollevare le ali, di muovere rapidamente l'addome vivacemente colorato e alla secrezione di una sostanza dall'odore nauseante attraverso i peli ghiandolari dell'addome, ha la funzione di scoraggiare l'attacco dei predatori.

## Nella cultura di massa
La macchia a forma di teschio sul torace ha fatto in modo che questa falena guadagnasse una reputazione negativa, ispirando associazioni con il mondo soprannaturale e con il maligno. Secondo numerose superstizioni, essa è messaggera di guerra e pestilenza, portatrice di sfortuna, arreca gravi disgrazie e morte nelle case in cui vola. La si trova rappresentata nel dipinto Il pastore mercenario di William Holman Hunt, pittore preraffaellita inglese, ed in un piccolo dipinto di Van Gogh del 1889. La stessa falena è protagonista di un racconto di Edgar Allan Poe, La sfinge (The Sphinx) del 1846 e viene citata anche nei romanzi Dracula di Bram Stoker, Le intermittenze della morte (2005) di José Saramago, dove appare sulla copertina dell'edizione americana, e I'm the King of the Castle di Susan Hill, si trova nel libro Marina di Carlos Ruiz Zafón. È protagonista della breve storia per ragazzi Favola del Castello senza Tempo, di Gesualdo Bufalino, in cui la falena guida il protagonista Dino verso il Castello degli Immortali, per liberarli dalla schiavitù della vita eterna e donare loro la mortalità. È stata poi resa famosa dal film Il silenzio degli innocenti uscito nel 1991 e diretto da Jonathan Demme.
Da non dimenticare l'attenzione che le riserva il poeta crepuscolare Guido Gozzano: egli le dedica un componimento nelle sue Epistole entomologiche e la cita nella poesia La signorina Felicita:
Nella storia del cinema ha fatto la sua comparsa più volte. Ad esempio, Luis Buñuel e Salvador Dalí la utilizzano come uno dei tanti significati nascosti di Un chien andalou (1929). Nel 1968 diventa protagonista del film horror Il mostro di sangue, con Peter Cushing, dove un entomologo folle crea un'enorme testa di morto incrociandola con il DNA umano, fino ad ottenere una mostruosa creatura che si nutre di sangue e semina morte e panico; nel 1991 compare la citazione alla cugina asiatica del lepidottero, Acherontia styx, nel film Il silenzio degli innocenti, di Jonathan Demme, in cui la pupa viene usata come simbolo di trasformazione ponendola nella bocca delle vittime del serial killer Buffalo Bill. Nel 2002 infine Mark Pellington fa riferimento alla sfinge testa di morto nel suo film The Mothman Prophecies - Voci dall'ombra.